# Възнесение Господне (Дупяк)
„Възнесение Господне“ (на гръцки: Αναλήψεως του Κυρίου) е възрожденска православна църква, разположена северно от костурското село Дупяк (Диспилио), Егейска Македония, Гърция.

## Местоположение
Църквата е разположена северно от Дупяк. Северно от църквата, между нея и Костурското езеро, в 1932 година е открито Дупяшкото неолитно селище.

## История
Църквата е построена в XIX век.
Според легендата църквата е построена от турчин. Той изпратил овчаря си да пасе овцете му в местността Ниси, където на овчаря му се появил Свети Спас и му казал да предаде на господаря си, че трябва да построи църква, посветена на Възнесение Господне. Когато овчарят предал посланието на турчина, онзи се ядосал и го набил и след това сам отишъл да пасе овцете си. На него също му се явил Свети Спас и го наказал за неговото неверие, като турчинът останал в безсъзнание три дни. Когато се свестил, станал християнин и изградил църквата.

## Описание
В архитектурно отношение е трикорабна базилика с пететажна камбанария на западната фасада, трем на южната и югозападната страна и една полукръгла апсида на юг. Покривът е двускатен със скосявания на късите страни.